# Lachnospiraceae
Lachnospiraceae — родина бактерій порядку Eubacteriales. Це облігатно анаеробні спороутворюючі бактерії, які ферментують різноманітні рослинні полісахариди до коротколанцюгових жирних кислот (бутирату, ацетату) та спиртів (етанолу). Ці бактерії є одними з найбільш поширених таксонів у мікробіоті шлунку та кишечника людини.

## Роди
- Abyssivirga[7]
- Acetatifactor
- Acetitomaculum[8]
- Agathobacter[9]
- Anaerobium
- Anaerobutyricum
- Anaerocolumna
- Anaerosacchariphilus
- Anaerostipes[8]
- Anaerotaenia
- Anaerotignum
- Blautia
- Butyrivibrio[8]
- Catenibacillus
- Catonella[8]
- Cellulosilyticum
- Coprococcus[8]
- Cuneatibacter[10]
- Dorea
- Eisenbergiella[11]
- Enterocloster
- Extibacter
- Faecalicatena[12]
- Faecalimonas[13]
- Falcatimonas
- Frisingicoccus
- Fusicatenibacter
- Herbinix
- Hespellia
- Howardella
- Johnsonella[8]
- Kineothrix
- Lachnoanaerobaculum
- Lachnobacterium[8]
- Lachnoclostridium[8]
- Lachnospira[8]
- Lachnotalea
- Lacrimispora
- Marvinbryantia
- Mediterraneibacter
- Merdimonas
- Mobilisporobacter
- Mobilitalea[14]
- Moryella
- Muricomes
- Murimonas
- Natranaerovirga
- Oribacterium[8]
- Parasporobacterium
- Pseudobutyrivibrio[8]
- Robinsoniella
- Roseburia[8]
- Schaedlerella
- Sellimonas
- Shuttleworthia[8]
- Sporobacterium[8]
- Sporofaciens
- Stomatobaculum
- Syntrophococcus